# Blockschuttwald

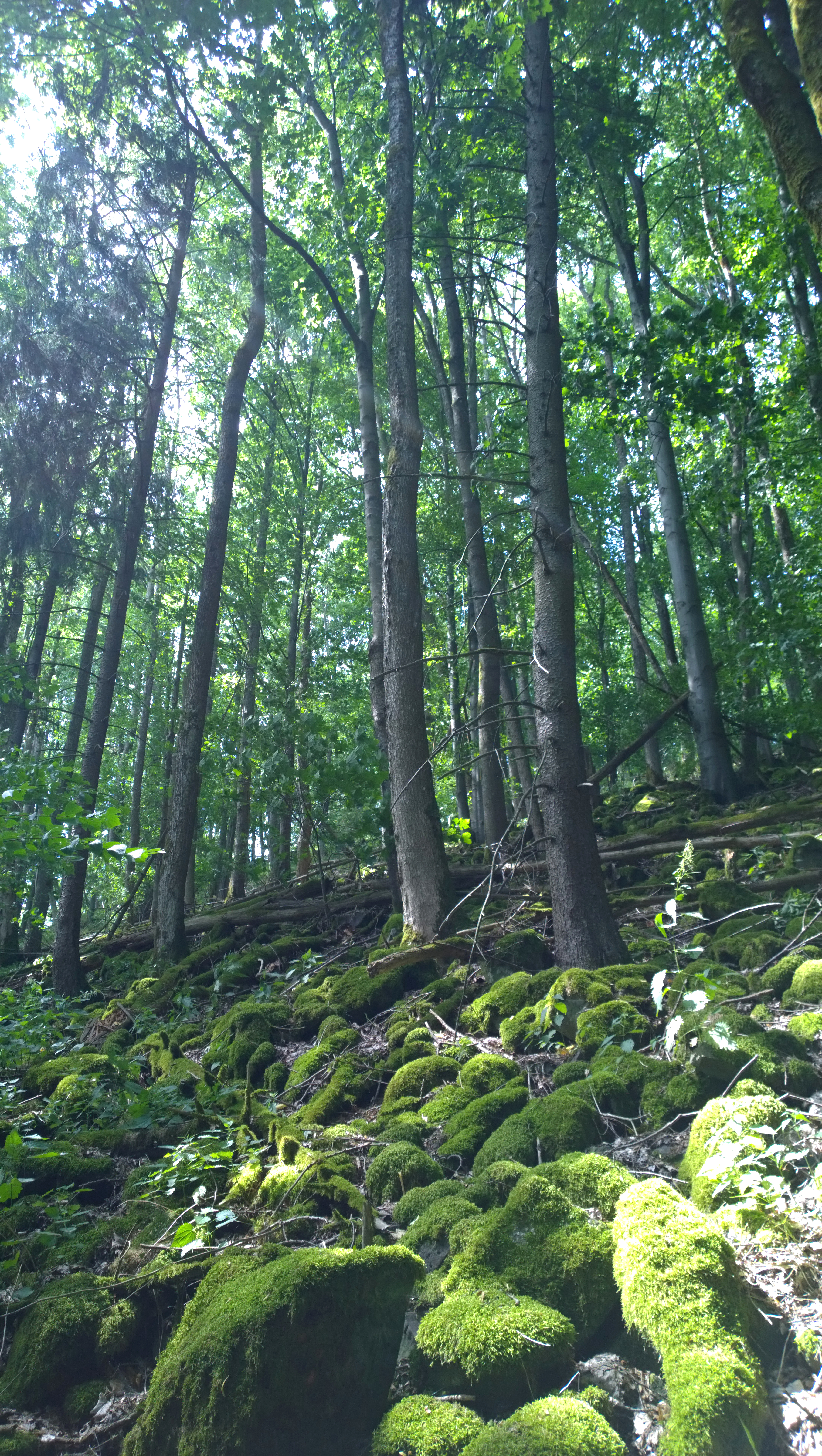
Typischer Blockschuttwald am NSG Gangolfsberg in der Rhön

Blockschuttwald (seltener auch Hang- und Blockschuttwald oder Gesteinblockwald genannt) ist ein Waldgebiet auf Blockschutthalden (grober Felszersatz) insbesondere an Hängen, in Gebirgsschluchten oder auch in Bergsturzgebieten bzw. auf zerwitterten vulkanischen Bergkegeln wie z. B. rund um das NSG Felsenmeer bei Pforzheim, um das Felsenmeer im NSG Felsberg bei Reichenbach im Odenwald und die Rhöner Blockschuttwälder im NSG um den Gangolfsberg. Oft wird der Blockschuttwald als Sonderform von Schluchtwäldern angesehen. Oft wird auch nur in einen Eschen- bzw. Bergulmen-Bergahorn-Schluchtwald auf kühleren, feuchten Standorten und einen Spitzahorn-Sommerlinden-Blockschuttwald auf wintermilden, trockenen Standorten unterschieden.
In der Regel Mischwald, der zu den Buchenwaldgesellschaften (Fagetalia) gehört, der vergesellschaftet mit Sommerlinden und Edellaubbäumen, wie Bergulme, Berg- und Spitzahorn, Traubeneiche und Esche, oft Standort für seltene Pflanzen und Pilze ist und eine hohe Artenvielfalt aufweist. Außer in der Rhön sind die Blockschuttwälder in Mitteleuropa nur noch kleinflächig und zerstreut erhalten.
Blockschuttwälder sind stark bedrohte Biotope. Ihr Schutz ist gesetzlich vorgeschrieben: europaweit in der FFH-Richtlinie und in Deutschland durch das Bundesnaturschutzgesetz.

## Bekannte Vorkommen von Blockschuttwäldern
Nach Naturräumen geordnet:

Erläuterungstafel in der Rhön

- Im FFH-Gebiet Blockschuttwälder am Pleysteiner Sulzberg im Landkreis Neustadt an der Waldnaab (Bayerischer Wald)
- Naturwaldreservat Rauher Kulm im Gemeindegebiet Bernrieds im Landkreis Deggendorf (Bayerischer Wald)

- Im Bodetal (Harz)
- NSG Schieferberg nahe der Stadt Oberharz am Brocken (Harz)
- NSG Stollensystem Büchenberg bei Elbingerode zwischen Oberharz am Brocken und Wernigerode (Harz)

- Im Naturraum Hochwald des Nationalparks Hunsrück-Hochwald

- Rund um Ślęża (auch Sobótka oder Zobtenberg) südwestlich von Wrocław in Niederschlesien

- NSG Hüttenberg in der Gemeinde Bärenthal im Landkreis Tuttlingen (Naturpark Obere Donau)

- Felsenmeer im NSG Felsberg bei Reichenbach (Odenwald)

- NSG Breiter Berg bei Haselstein (Rhön)
- NSG Gangolfsberg (Rhön)
- NSG Langenstüttig und Basaltblockmeer am Buchschirmküppel bei Batten (Teilbereich „Langenstüttig“) (Rhön)
- Rund um den Öchsenberg (Rhön)
- Ostseite des Steinkopfs im hessischen Wüstensachsen (Rhön)

- NSG Felsenmeer bei Pforzheim (Schwarzwald)
- NSG Klebwald in der Gemeinde Neuhausen im Enzkreis (Schwarzwald)

- Kleinvorkommen in zahlreichen Schluchten rund um Eisenach (Thüringer Wald)
- Südosthang des Amöneburger Berges (Hessen)